# Песочный человек

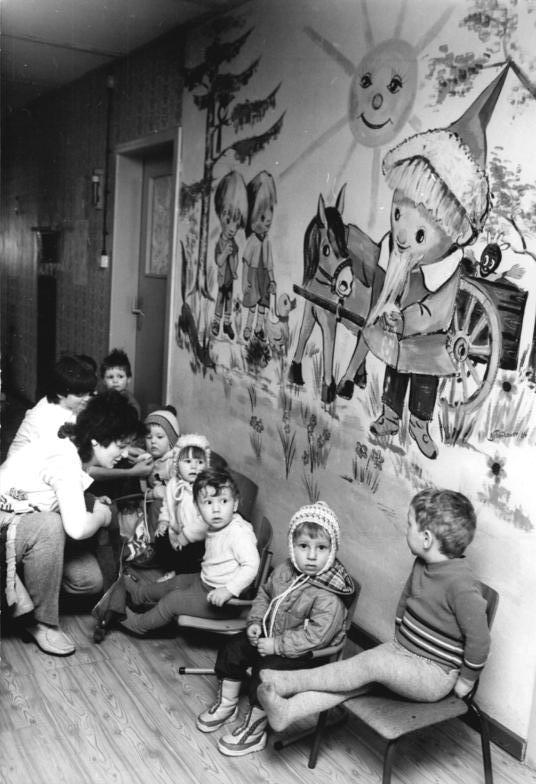
Песочный человечек на стене в детском саду. ГДР. 1986

Песочный человек, Сеятель, Песочный человечек (англ. Sandman, нем. Sandmännchen) — фольклорный персонаж, традиционный для современной Западной Европы. Согласно поверьям, сыплет заигравшимся допоздна детям в глаза волшебный песок, заставляя их засыпать. Образ Песочного человека может иметь как положительную окраску — это доброе существо, успокаивающее шалунов и навевающее добрые сны, — так и отрицательную — это злое, враждебное существо, навевающее непослушным детям кошмары.

## Образ в традиционной культуре
Согласно западноевропейским народным преданиям, Песочный человек сыплет детям в глаза волшебный песок, чтобы те засыпали. Существовало также поверье, что Песочный человек может пробираться в постель под одеяло к плохо укутавшимся детям и забирать их с собой.
Представление о «песке в глазах» основано на биологическом снижении деятельности секреторных желез перед сном, в том числе и слёзных — чем объясняется «жжение» в глазах, слипание век и т. п. Влажные выделения на глазах только проснувшегося человека также соотносились с песком Песочного человека.
Основанный на фольклорном образе Песочного человека образ литературный встречался в различных произведениях, в частности у Э. Т. А. Гофмана и Х. К. Андерсена. В рассказе Гофмана «Песочный человек» рисуется устрашающий образ Песочного человека: «злой человек, который приходит к детям, когда они не хотят ложиться спать, и бросает им в глаза целые пригоршни песка, так что глаза заливаются кровью и вываливаются, а он складывает их в мешок и уносит на луну, чтобы кормить своих детей; а те сидят там в гнезде, и у них такие острые клювы, как у сов, чтобы клевать ими глаза непослушных детей».

## «Песочный человечек» на немецком телевидении

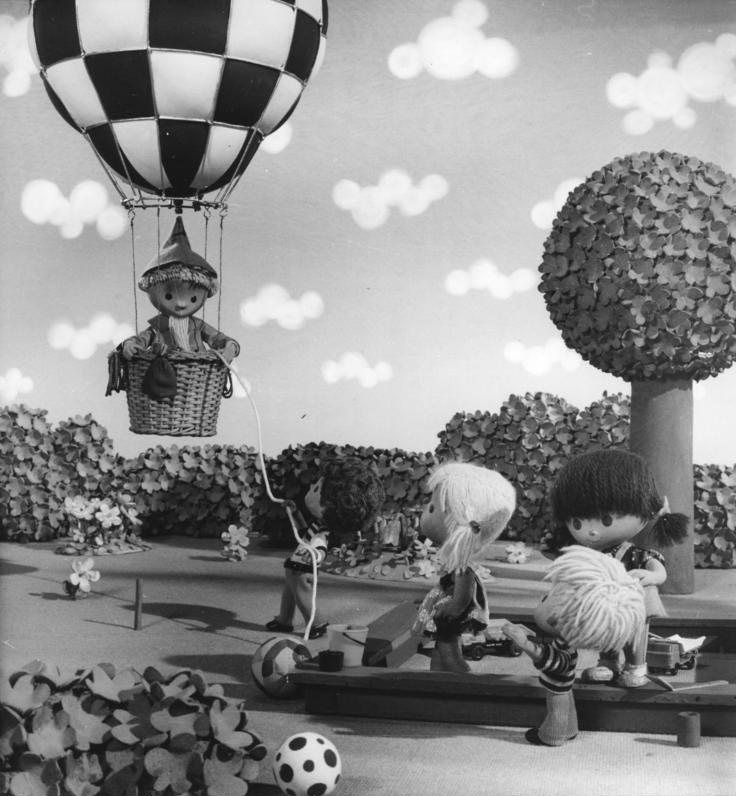
Песочный человечек на телеэкранах ГДР уже 26 лет. 1984

Песочный человек известен как персонаж кукольного мультипликационного фильма, обычно выходившего по вечерам на канале телевидения ГДР.
В период с 1959 по 1990 годы было три разных Песочных человечка, которые фигурировали в телепередачах, выходивших как в Западной, так и в Восточной Германии. При некотором различии они всё же имели общие черты: каждый раз это был маленький человечек с белой бородой и в шапочке с кисточкой. Его выступление обычно предваряло или завершало показ небольшого фильма для детей, после чего он высыпал из своего мешочка волшебный песок, даря детям приятные сны.
Идея вывести Песочного человечка на телеэкран впервые появилась у Ильзы Обриг (Ilse Obrig), телеведущей и автора западногерманского телевидения в начале 1959 года. Однако её передачу «Sandmännchens Gruß für Kinder» («Привет детям от Песочного человечка»), увидевшую свет 1 декабря 1959 года на канале SFB, опередили коллеги с восточногерманского канала DFF, выпустившие 22 ноября 1959 года телепередачу «Unser Sandmännchen» («Наш Песочный человечек»). 29 октября 1962 года Песочный человечек появился на западногерманских каналах NDR, SFB и HR. На протяжении 30 лет одновременно существовало то два, то три Песочных человечка (один в ГДР и то два, то три — в ФРГ).
Первое появление Песочного человечка на телевидении в ГДР вызвало протесты родителей, однако многочисленные письма детей с просьбами вернуть его на экраны возымели действие. Летом 1960 года Песочный человечек появился в том образе, в котором он и будет выступать все последующие годы. В 1978 года первый немецкий космонавт Зигмунд Йен (Sigmund Jähn) взял с собой в космос куклу Песочного человечка. Его советский коллега взял куклу Машу, и на борту корабля была отпразднована «кукольная свадьба» (Puppenhochzeit).
В ходе преобразований, последовавших за объединением Германии, в 1990 года восточногерманский Песочный человечек исчезает с экранов, но после протестов родителей и детей вскоре возвращается в телепередачи. После 1991 года непрерывно выходит только восточная версия Песочного человечка — на каналах MDR, RBB и KI.KA, при этом в ней появились новые персонажи, в том числе из западногерманских версий программы. Зимой 2009/2010 гг., к 50-летию появления Песочного человечка на телеэкранах, планируется выпустить кинофильм «Der Sandmann und der verlorene Traumsand» («Песочный человек и потерянный сонный песок»).
Примечательно, что для большинства немцев (соответственно, западных и восточных) приемлем только их традиционный вариант Песочного человечка, закреплённый соответственно западногерманским и восточногерманским телевидением. Для бывших жителей ГДР этот персонаж стал символом их идентичности, своего рода символом их утраченной страны. Образ Песочного человечка используется в различных товарах: к примеру, крышка одного йогурта для детей имитирует шляпу песочного человечка.
Песочный человечек мог бы стать также знаком и советскому зрителю. Передача «Спокойной ночи, малыши» планировала сделать ведущим программы песочного человечка, живущего в настенных часах. Чтобы визуально уменьшить человека до размеров дверки часов, нужно было гораздо большее пространство, чем было в студии, а технологии того времени не позволяли сделать необходимого в данной ситуации видеомонтажа. От идеи использования данного персонажа пришлось отказаться.

## В культуре
- Образ Песочного человека фигурирует в ряде современных фильмов и сериалов, таких как одноимённые фильм ужасов и кинокомедия.
- Ему посвящено большое количество музыкальных композиций, например, Mr. Sandman, наиболее известная в исполнении The Chordettes, Blood Red Sandman группы Lordi и Enter Sandman группы Metallica.
- У Э. Т. А. Гофмана есть одноимённая новелла «Песочный человек». В ней мистический персонаж, а именно песочный человек, доводит юношу до психического расстройства.
- У автора Нила Геймана есть серия комиксов «The Sandman», посвящённых Песочному человеку, Морфею, воплощению сна, где он является одним из семи Вечных, высших существ, отвечающих за порядок во вселенной (Судьба, Смерть, Сон, Сокрушение, Страсть, Страдание, Сумасшествие). Как и в легенде, он использует песок, чтобы усыпить человека.
- Песочный человек — персонаж комиксов Marvel, враг Человека-паука и Фантастической четвёрки. Также выделяется версия этого персонажа во Вселенной Marvel-90214 («Нуар-Вселенная»), где Песочным человеком называют таинственного головореза, убивающего людей по приказу босса мафии в Нью-Йорке путём выдавливания глаз (аналогия с образом злого Песочного человека), а также вероятного последующего повреждения черепа.